# Steamboat Switzerland
Steamboat Switzerland ist ein Schweizer Improvisationstrio, das Neue Musik und Improvisation mit Ansätzen der Rock-, Metal- und Hardcore-Musik verbindet. Seit 1995 besteht es aus dem Keyboarder Dominik Blum, dem Bassisten Marino Pliakas und dem Schlagzeuger Lucas Niggli.

## Geschichte
Das Trio hatte seinen ersten Auftritt beim Toden Festival in Zürich 1996. Es sind mehrere hundert Auftritte und diverse Alben hinzugekommen. Die drei Musiker „mischen die Musikstile und das auf intelligente und brillante Weise. Bei ihren Auftritten überzeugen sie mit durchdachten musikalischen Strukturen und spielerischer Präzision und reisen das Publikum mit der Energie von Rockmusikern mit.“
Steamboat Switzerland gab Konzerte in Europa, den USA, Kanada, China, Südafrika, Mosambik, Russland und Georgien; es trat bei den Donaueschinger Musiktagen, Klangspuren, der Ruhrtriennale und beim Lucerne Festival ebenso auf wie beim Jazzfestival Saalfelden, dem Taktlos Festival oder Enjoy Jazz. Gelegentlich kam es zu Gastauftritte oder Kooperationen mit u. a. Stephan Wittwer, Michael Wertmüller, John Cale, David Dramm, Eugene Robinson sowie dem Maler Albert Oehlen. Für wenige Aufführungen erweiterte sich das Trio seit 2000 durch Hinzuziehung weiterer Musiker zu einer Großformation, die als Steamboat Switzerland Extended auftrat; es arbeitete auch mit dem Orkest De Volharding zusammen.

## Diskographie
- Terryfing Sunset (Trost 2022)
- Steamboat Switzerland Extended: Orange Slice (Bandcamp 2020, mit Kompositionen von David Dramm)
- Zeitschrei (Trost 2013, mit Kompositionen von Michael Werthmüller)
- Steamboat Switzerland Extended: Sederunt Principes (d.b.waves 2013, Kompositionen von Marc Kilchenmann, Hermann Meier, Magister Perotin)
- Get Out of My Room (Grob 2010, mit Kompositionen von Felix Profos)
- Zone 2 (Grob 2007)
- Werthmüller (Grob 2004, mit Kompositionen von Michael Werthmüller)
- ac/dB [hayden] (Grob 2001, mit Kompositionen von Sam Hayden und der Band)
- Budapest (Grob 2001, mit Kompositionen von Stephan Wittwer und der Band)
- Unkonwn Song (Grob 2001, EP)
- Live (Unit Records 1998, mit Kompositionen von Stephan Wittwer, Ruth Crawford, Hermann Meier und Improvisationen)